# Назарово (Иркутская область)
Наза́рово — упразднённое село в Усть-Кутском районе Иркутской области, Россия. Входило в состав Верхнемарковского сельского поселения. Упразднено в 2015 г.

## География
Располагалось на левом берегу Лены в 85 км северо-восточнее Усть-Кута и в 570 км северо-северо-восточнее Иркутска (по воздуху).

## История
Упоминается в документах с 1699 года. Основатели — Иван, Егор и Стенька Назаровы. В 1723 году деревня насчитывала 6 дворов.

## Население
| 2002 | 2010 | 2011 | 2012 |
| ---- | ---- | ---- | ---- |
| 5    | ↘0   | →0   | →0   |